# Kronobergs slottslän

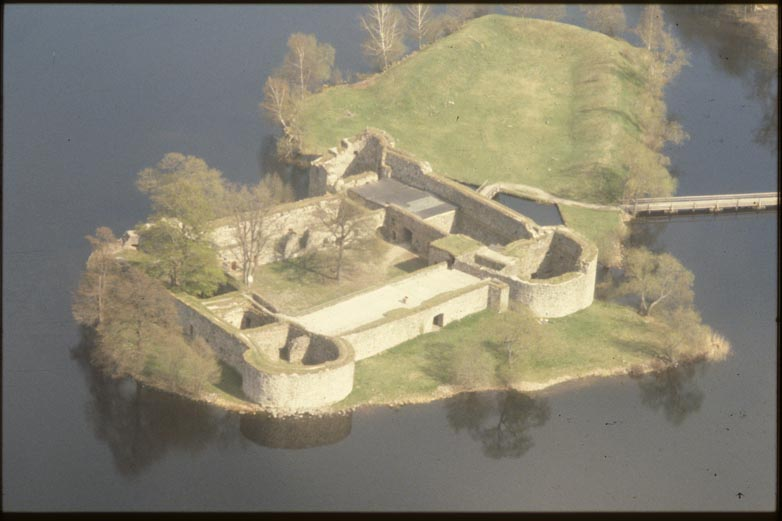
Rueinerna efter Kronobergs slott

Kronobergs slottslän var ett slottslän i det som nu är landskapet Småland. Det bildades på 1543 som en kronofögderi. Länets administrativa centrum  var Kronobergs slott. 
Länet omfattade Allbo, Kinnevald, Konga och Norrvidinge härader. Länet (fögderiet) upplöstes i slutet av 1590-talet när det delades upp i flera fögderier.

## Ståthållare
- 1626–1628 Christoffer Ribbing
- 1628–1634 Otto von Scheiding